# 2010 SO16

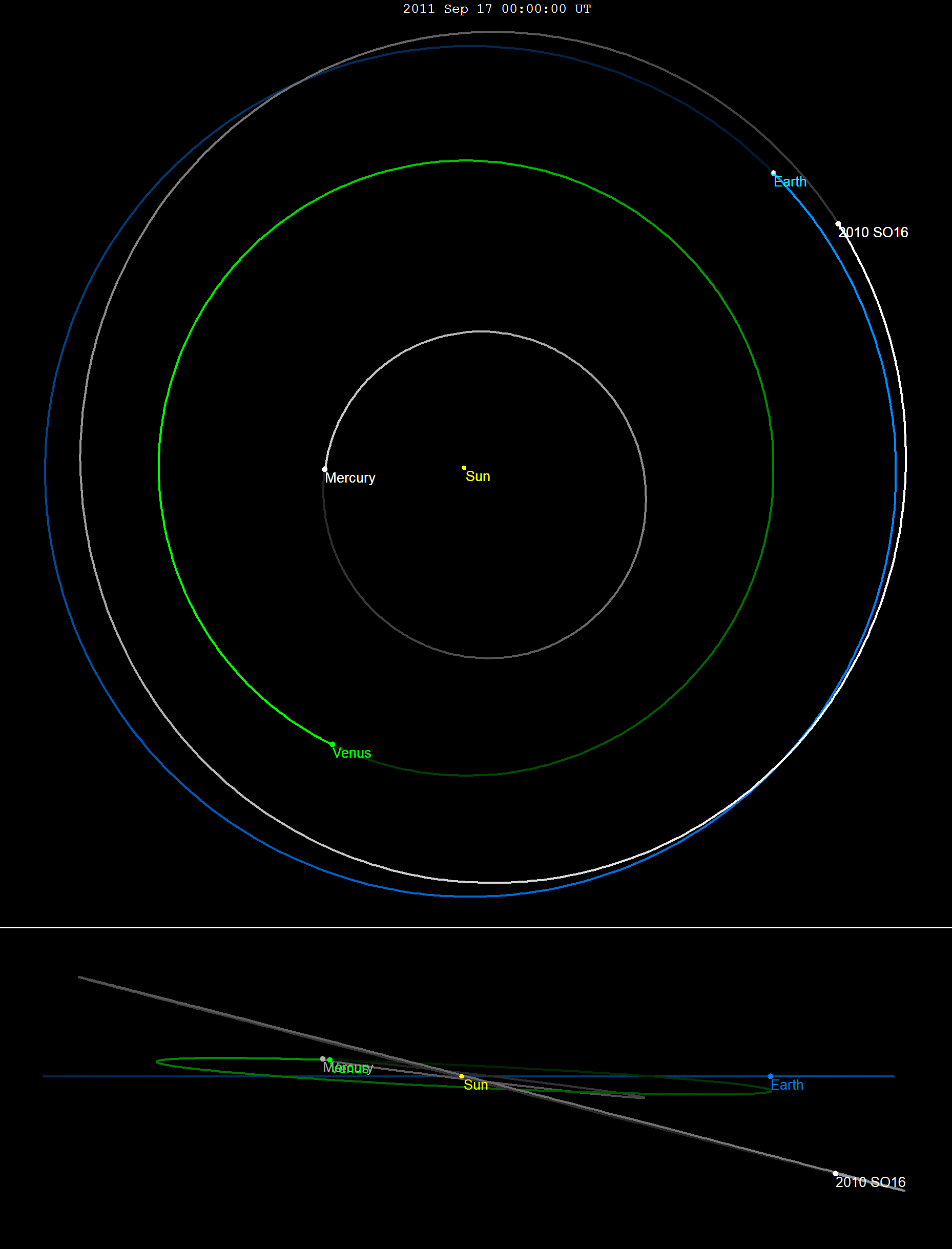
2010 SO16

419624 2010 SO16 eller 2010 SO16 är en jordnära asteroid som korsar Jordens omloppsbana. Den upptäcktes den 17 september 2010 av WISE-teleskopet.
Asteroiden har en diameter på ungefär 0,3 kilometer och den tillhör asteroidgruppen Apollo.

## Omloppsbana
Småplanetens omloppsbana runt Solen ligger så nära Jordens omloppsbana att den ser ut att ligga i en hästskoformad omloppsbana runt Solen. Där den ser ut att närma sig jorden från ett håll för att sedan retirera samma väg den kom, för att drygt hundra år senare närma sig jorden från motsatta riktningen, för att återigen retirera den väg den kom.
På grund av omloppsbanans närhet till jorden räknas den som en potentiellt farlig asteroid, samtidigt beräknas den inte utgöra ett hot de närmasta 100 000 åren. [källa behövs]